# 8632 Egleston
8632 Egleston (1981 FR) là một tiểu hành tinh vành đai chính. Nó được phát hiện vào ngày 28 tháng 3 năm 1981 bởi Đài thiên văn Harvard.